# Ninh Thích
Ninh Thích (甯戚) là một nhân vật trong điển tích Trung Hoa sống vào thế kỷ thức 7 trước CN. Ông là người nước Vệ, làm tướng cho Tề Hoàn Công.

## Chăn trâu ở Dao Sơn
Lúc còn hàn vi, Ninh Thích thường đi chăn trâu ở núi Dao Sơn. Gặp tể tướng nước Tề là Quản Trọng ngồi trên xe nghe tiếng hát, biết không phải là người thường nên sai yết kiến. Ninh Thích đối đáp trôi chảy khiến Quản Trọng hết sức thích thú, bèn thuật lại cho Tề Hoàn Công. Tề Hoàn Công dẫn đại binh đến gặp Ninh Thích, Ninh Thích trách mắng Tề Hoàn Công giết anh ruột khiến Tề Hoàn Công nổi giận sai chém. Ninh Thích nói "Nếu chúa công ghét người thẳng, ưa người nịnh mà nhân lên cơn giận giết tôi, thì tôi thà chết đi" lại có Quản Trọng khuyên ngăn nên Tề Hoàn Công tha chết.